# Sycoecus
Sycoecus is een geslacht van vliesvleugeligen uit de familie Pteromalidae. De wetenschappelijke naam van dit geslacht is voor het eerst geldig gepubliceerd in 1914 door Waterston.

## Soorten
Het geslacht Sycoecus omvat de volgende soorten:
- Sycoecus bergi van Noort, 1993
- Sycoecus crinitus van Noort, 1993
- Sycoecus ivoryensis van Noort, 1993
- Sycoecus lamtoensis van Noort, 1993
- Sycoecus medleri van Noort, 1993
- Sycoecus nyassossoensis van Noort, 1993
- Sycoecus oculabulbus van Noort, 1993
- Sycoecus taylori van Noort, 1993
- Sycoecus thaumastocnema Waterston, 1914
- Sycoecus wiebesi van Noort, 1993